# 立牛铜葫芦笙

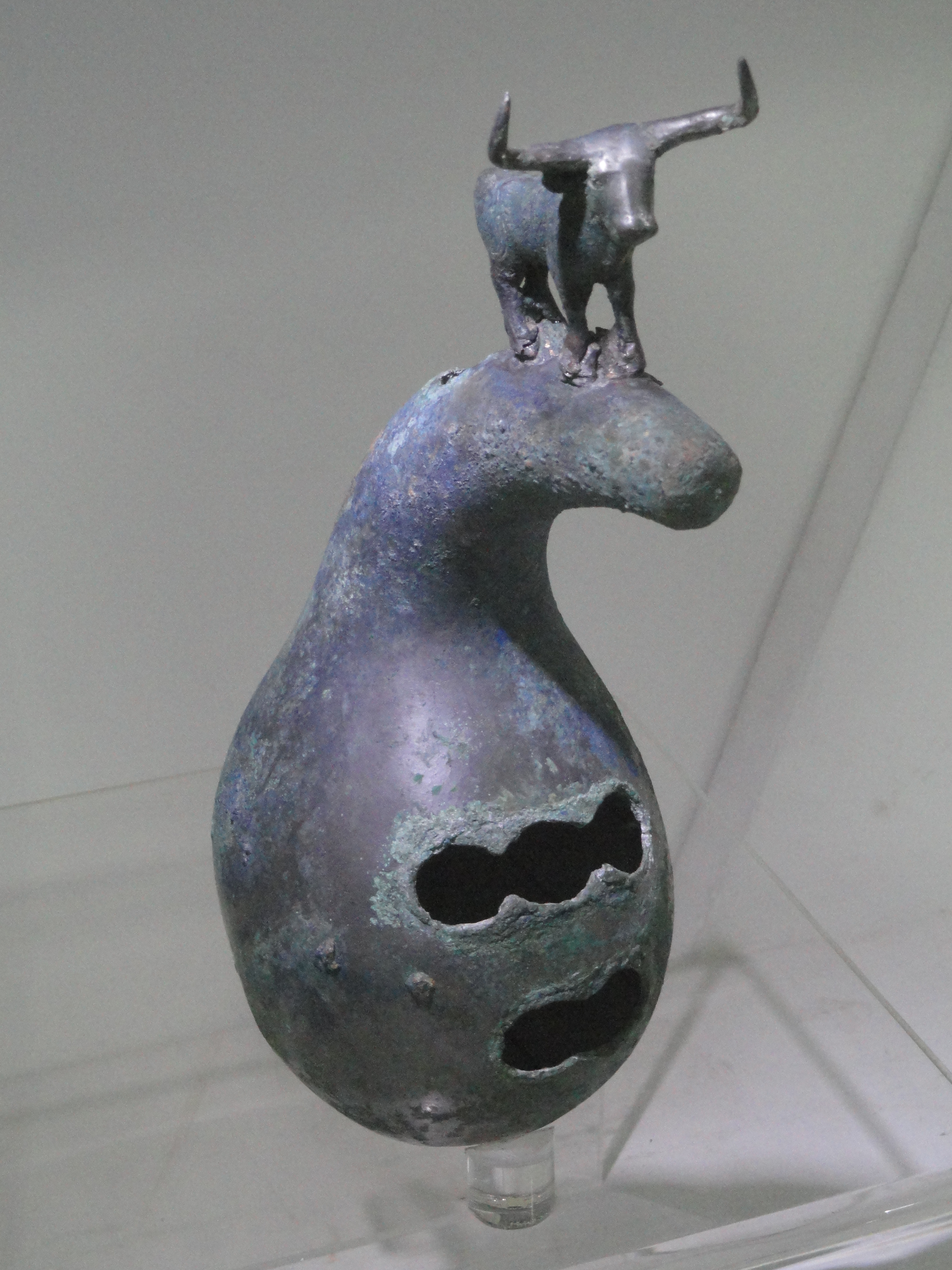

立牛铜葫芦笙，战国时期滇国乐器，现为云南省博物馆藏。

## 特点
1972年，立牛铜葫芦笙出土自江川李家山古墓群24号墓，长28.2厘米。葫芦笙是滇国主要吹奏类乐器之一，并流传至今，古代青铜葫芦笙主要分为直管和曲管两种。该乐器为曲管，音斗部分仿葫芦形状制成，正面五孔、背面一孔，内部原应有竹管，但出土时竹管已腐朽。上部曲管开一孔，顶部焊有小牛。